# Альбинея
Альбинея (итал. Albinea) — город в Италии, в провинции Реджо-нель-Эмилия области Эмилия-Романья.
Население составляет 8 121 человек (на 31.12.2004 г.), плотность населения составляет 176,12 чел./км². Занимает площадь 44,02 км². Почтовый индекс — 42020. Телефонный код — 00522.
Покровителем города считается San Gaetano. Праздник города ежегодно празднуется 7 августа.